# Hans Johansen
Hans Frederik Ludvig Karl Johansen (* 11. Februar 1928 in Uummannaq; † unbekannt) war ein grönländischer Richter und Landesrat.

## Leben
Hans Johansen war der Sohn des Jägers Jørgen Andreas Poul Johansen (1905–?) und seiner Frau Sofie Ane Dorthe Brønlund (1906–?). Er war lange Jahre tätig als Kreisrichter in Uummannaq. Von 1976 bis 1977 vertrat er Severin Johansen im grönländischen Landesrat.